# Sundsvall
Sundsvall ([ˈsɵ̂nː(d)sval]ⓘ) es una ciudad del sur de Norrland, en la Suecia central, situada en la provincia histórica de Medelpad y en el condado de Västernorrland. Administrativamente es la cabecera del municipio homónimo, que incluye los alrededores en 40 km (excepto Timrå).

## Cultura
Entre 1987 y 2013, se llevó a cabo un festival de música de verano llamado Gatufesten. A partir de 2014, surgió uno nuevo llamado Hamnyran. Hay dos teatros y diversos lugares musicales. También se realiza un pequeño festival de guitarra y un festival de heavy metal más grande cada otoño llamado Nordfest. Sundsvall también alberga el festival único llamado Musikschlaget, que es un concurso de canciones para grupos de toda Suecia con discapacidades.

## Asociaciones deportivas
1. Alnö IF - Fútbol
2. GIF Sundsvall - Fútbol
3. IF Sundsvall Hockey - Hockey sobre hielo
4. IFK Sundsvall - Fútbol
5. Sundsvalls AIK - Lucha (https://www.sundsvallsaik.se/)
6. Sundsvalls DFF - Fútbol
7. Kovlands IF - Club de Alianza Multi-deportiva
8. Kovlands Ishockeyförening - Hockey sobre hielo
9. Selånger SK - Club de Alianza Multi-deportiva
10. Selånger FK - Fútbol
11. Selånger SK Bandy - Bandy (Variante de Hockey sobre Hielo)
12. Sidsjö-Böle IF - Fútbol
13. Sund IF - Fútbol
14. Sundsvall Dragons - Baloncesto
15. Sundsvall Flames - Fútbol Americano

## Galería de fotos

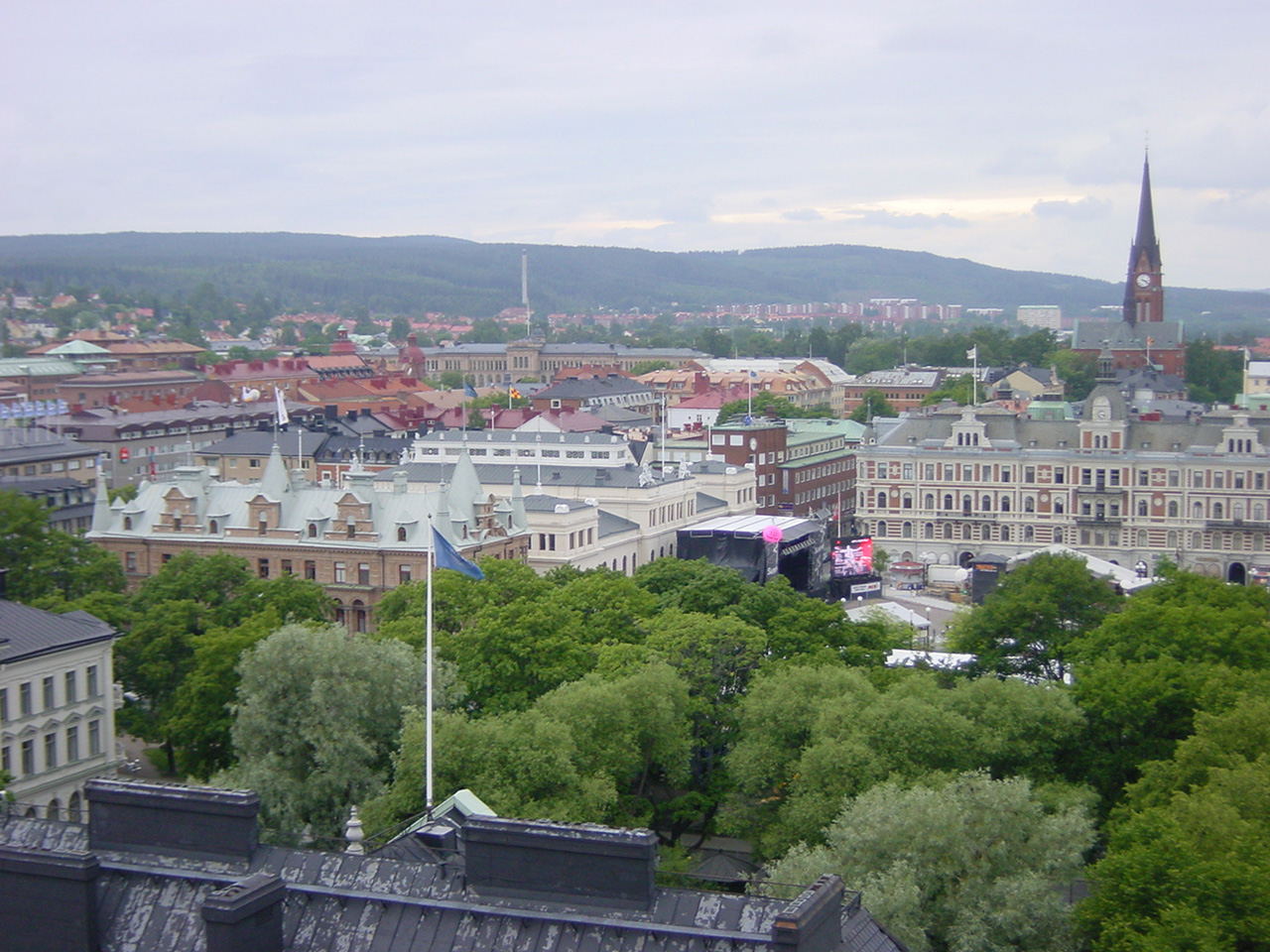
Imagen aérea de Sundsvall
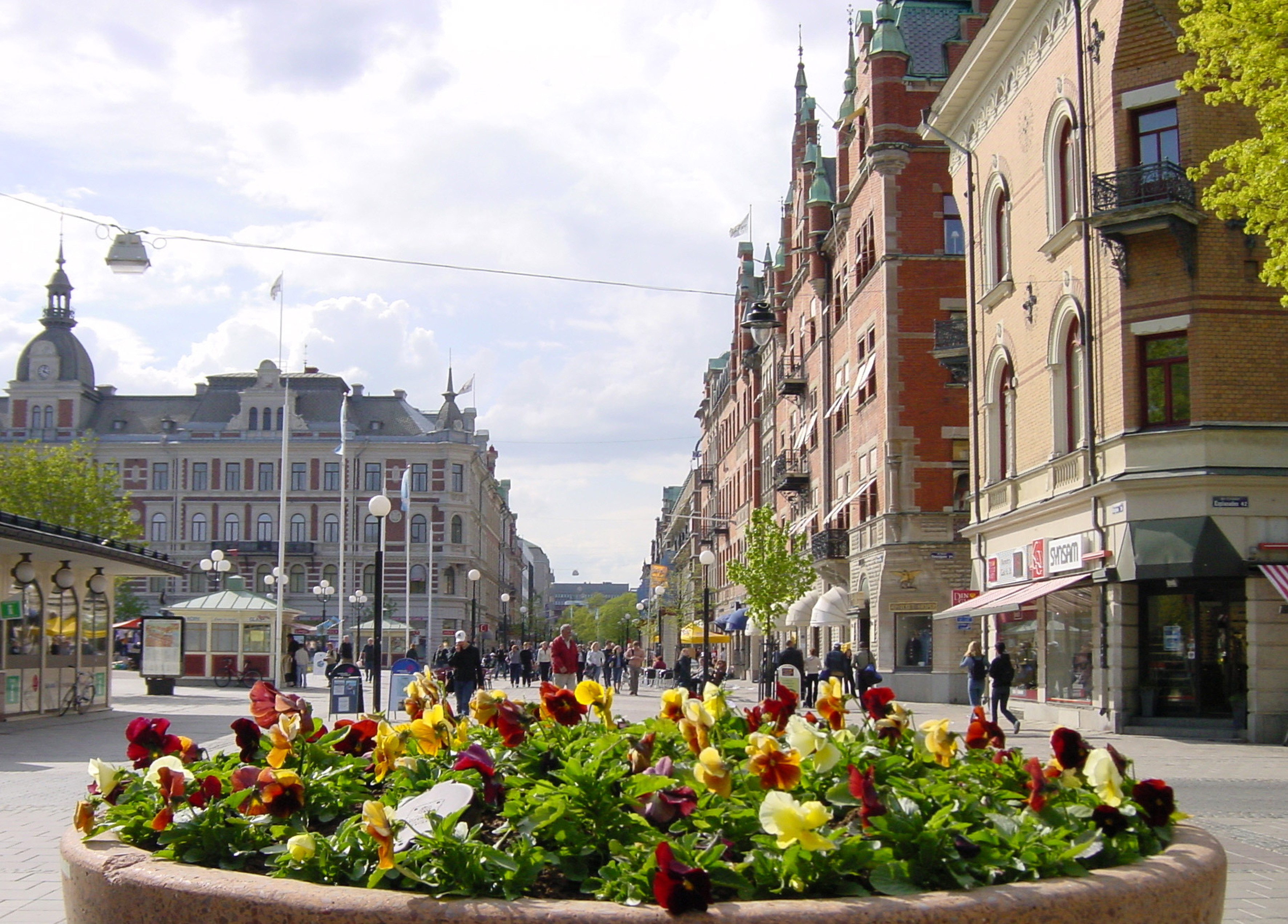
Calle principal